# Дир-Лодж (Монтана)
Дир-Лодж (англ. Deer Lodge) — крупнейший город и административный центр округа Пауэлл в штате Монтана в Соединённых Штатах Америки.
Согласно данным переписи населения США 2020 года число жителей города составляло 2938 человек, что, для такого небольшого населённого пункта, существенно больше (− 5.6%), чем было во время предыдущей переписи, проводившейся в 2010 году (3111 человек). Убыль населения продолжается с начала XXI века.

## История
Сохранившиеся упоминания о долине Дир-Лодж до 1860 года встречаются в виде случайных замечаний в записях, написанных для других целей. Последовательное ведение записей начинается с трудов Грэнвилла Стюарта и других в начале 1860-х годов. 1860 год знаменует собой начало постоянного заселения как всей долины, так и места, где позднее будет построен современный Дир-Лодж.
В 1846 году эта земля стала частью Орегона с подписанием Орегонского договора между США и Великобританией. С 1853 по 1863 год она была частью Территории Вашингтон, затем недолгое время частью Территории Айдахо до создания территории Монтана в 1864 году.
В 1978 году в Дир-Лодж открылся Колледж Монтаны.
В 1901 году был создан округ Пауэлл, а Дир-Лодж был выбран его столицей.
Окружной аэропорт расположен в двух милях к западу от города.

## География
Согласно данным Бюро переписи населения США, общая площадь Дир-Лодж составляет 1,44 квадратных мили (3,73 км2) и вся эта территория приходится на сушу.
В городе и его окрестностях протекают небольшие ручьи, такие как Коттонвуд-Крик и Петерсон-Крик.